# Врандечич, Денни
Зденко «Денни» Врандечич (хорв. Zdenko «Denny» Vrandečić; род. 27 февраля 1978, Штутгарт) — хорватский программист, специалист в области информатики.

## Биография
Врандечич посещал Geschwister-Scholl-Gymnasium в Штутгарте и изучал информатику и философию в Штутгартском университете с 1997 года. Получил докторскую степень в Технологическом институте Карлсруэ (KIT)) в 2010 году, где был научным сотрудником в исследовательской группе управления знаниями в Институте прикладных компьютерных наук и формальных языков описания с 2004 по 2012 год (AFIB). В 2010 году работал в университете Южной Калифорнии (ISI). Врандечич работал в Google над проектом Knowledge Graph.
Врандечич занимается базами знаний, обменом опытом, массовым веб-сотрудничеством и семантическими сетями.

### Работа над вики-проектами
Врандечич — один из основателей и администраторов хорватской Википедии. В 2008 году он возглавлял научную программу Викимании.
В 2012—2013 годах Врандечич был руководителем проекта Викиданные в немецком отделении Фонда Викимедиа (Wikimedia Deutschland). Вместе с Маркусом Крёчем (долгое время также был в группе управления знаниями в KIT), он является соавтором Semantic MediaWiki (SMW), а также был вдохновителем проекта Викиданные.
В сентябре 2019 Денни Врандечич объявил, что берёт на себя новую роль в отделе развития Google, который должен был разъяснить суть проектов Викимедиа другим работникам. В июле 2020 он покинул Google и присоединился к Фонду Викимедиа. В это же время предложил Фонду Викимедиа новый проект, Абстрактная Википедия, разработка которого была поддержана Фондом.